# Krzemień-Zagacie
Krzemień-Zagacie – wieś w Polsce położona w województwie mazowieckim, w powiecie sokołowskim, w gminie Jabłonna Lacka. Ma status sołectgwa.
| SIMC    | Nazwa            | Rodzaj  |
| ------- | ---------------- | ------- |
| 0672780 | Krzemień-Zagacie | kolonia |

W latach 1975–1998 miejscowość administracyjnie należała do województwa siedleckiego.
Wierni wyznania rzymskokatolickiego zamieszkali w miejscowości należą do parafii Wniebowzięcia Najświętszej Maryi Panny w Jabłonnie Lackiej.